# Jazda indywidualna na czas
Jazda indywidualna na czas (potocznie: czasówka indywidualna) – konkurencja rozgrywana w ramach kolarstwa szosowego. Wyścig polega na jak najszybszym pokonaniu kilkudziesięciokilometrowego odcinka trasy.

## Zasady
Zgodnie z zasadami UCI długość trasy wynosi od 10–80 km (w zależności od kategorii wiekowej i płci zawodników oraz charakteru zawodów). Zawodnicy startują z pozycji zatrzymanej, pojedynczo w jednakowych – jedno do trzyminutowych odstępach czasu w kolejności ustalonej uprzednio przez organizatora wyścigu zgodnie z obiektywnymi kryteriami, np. w przypadku wyścigu wieloetapowego według dotychczasowej generalnej klasyfikacji czasowej. Kolarze nie mogą korzystać z pomocy innych zawodników, a więc nie mogą jechać parami lub grupami; w przypadku gdy jeden doścignie drugiego na trasie wyścigu musi go wyprzedzić lub zachować co najmniej dwudziestopięciometrowy odstęp. Na trasie etapu jest kilka punktów mierzenia czasu, w celu aktualnego porównywania czasów jadących zawodników na trasie.

## Sprzęt

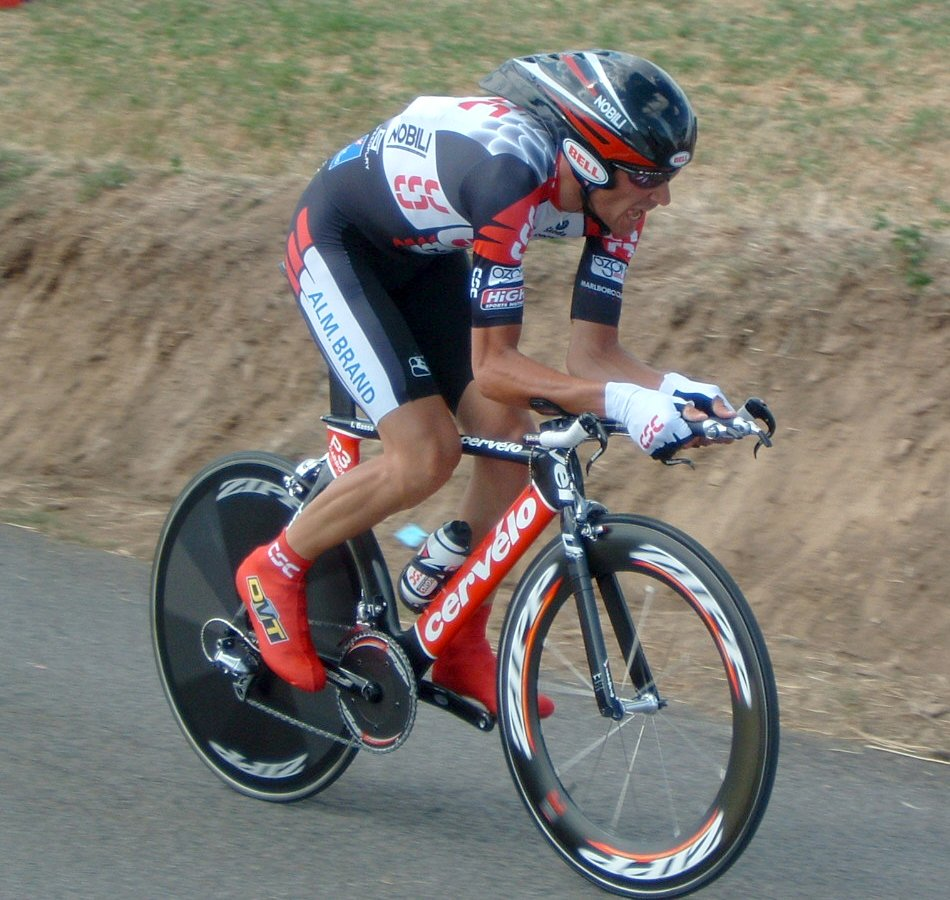
Rower do jazdy na czas i kolarz w stroju aerodynamicznym – tutaj: Ivan Basso

Rower stosowany w indywidualnej jeździe na czas musi być zgodny z ogólnymi zasadami UCI. W tej konkurencji kolarze korzystają ze specjalnie zaprojektowanych rowerów i ubiorów. Od kilkunastu lat powszechne jest stosowanie w rowerach czasowych kierownicy typu lemondka i pełnych kół tylnych (bez użycia szprych), co zapożyczone zostało z kolarstwa torowego. Wszystko to podporządkowane jest zmniejszeniu oporu aerodynamicznego. Ubiór kolarza podczas jazdy na czas to obecnie opływowy skafander, coraz częściej z ukrytymi szwami oraz specjalny kask o opływowym kształcie.
Podczas gdy w wyścigu ze startu wspólnego, w którym kolarze jadą wspólnie w peletonie, ze względów bezpieczeństwa zabronione jest stosowanie kół o liczbie szprych mniejszej niż 16, to w jeździe na czas dopuszczalne jest użycie przednich kół wykonanych jako skorupa z karbonu, mających tylko kilka (3 do 5) spłaszczonych poprzeczek.